# Self-Realization Fellowship

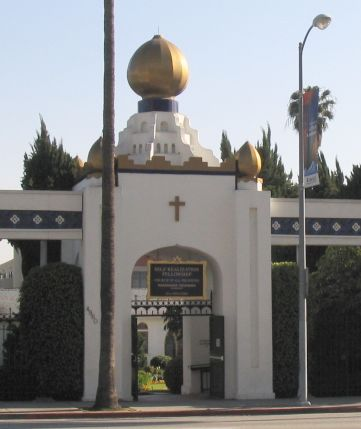
Templo "Gateway to the Self-Realization Fellowship", em Hollywood (Califórnia).

A 'Self-Realization Fellowship' (SRF), também conhecida como Yogoda Satsanga Society of India (YSS), é uma organização religiosa, que divulga os ensinamentos de seu fundador, o guru indiano Paramahansa Yogananda. Sua sede localiza-se na Califórnia, nos EUA, onde Yogananda viveu e, em 1920, montou a igreja.
A SRF propaga a doutrina religiosa de seu fundador, orientada, em particular, para a prática da Kriya Yoga. O principal guia doutrinário é a obra Autobiografia de um Iogue, de Yogananda. Seu líder máximo, nos dias atuais, é a yogi Sri Mrinalini Mata.
A Yogoda Satsanga Society of India, fundada em 1917 na Índia, é uma instituição-irmã da SRF.

## Continuidade da Missão Mundial SRF
Sucessores
Rajarsi Janakananda era discípulo de Yogananda há mais de 20 anos e foi escolhido por ele para ser seu sucessor como presidente da Self-Realization Fellowship/Yogoda Satsanga Society. O anúncio público de que esse dileto discípulo seria o segundo presidente das duas instituições foi feito no dia 27 de agosto de 1950, perante uma assembleia de 500 membros da SRF em Los Angeles.
Os ensinamentos serão o guru
Em palestras, na série de lições da SRF e outros escritos, Yogananda declarou encerrar em si a linhagem dos 6 gurus da SRF que descendiam de Bhagavan Krishna, Jesus Cristo, Bábaji, Lahiri Mahasaya, Sri Yuktéswar e Paramahansa Yogananda: "Depois que eu partir, os ensinamentos da Self-Realization Fellowship serão o guru. Aqueles que seguirem fielmente este caminho estarão em sintonia comigo, com Deus e com os mestres que enviaram esta obra."
Técnicas de Meditação Oferecidas aos Seguidores de Todas as Religiões 
Por ser a Yoga baseada na prática e na experiência, em vez de na adesão a um conjunto particular de crenças, seguidores de todas as religiões podem se beneficiar dos ensinamentos espirituais contidos nas Lições recebidas por correspondência. Quando praticados regularmente, esses métodos levam infalivelmente a níveis mais profundos de consciência e percepção espiritual.
Após um período preliminar de estudo e prática das técnicas básicas, os estudantes se qualificam para solicitar a iniciação em Kriya Yoga. Naquele momento, eles estabelecem formalmente a sagrada relação guru-discípulo com Paramahansa Yogananda e sua linhagem de gurus. 
Orientação Pessoal e Outros Serviços aos Estudantes
Fazendo contato com a Sede Internacional, os estudantes da Self-Realization Fellowship também podem receber a qualquer tempo, gratuitamente, orientação pessoal em sua prática por parte de experientes conselheiros de meditação da ordem monástica da Self-Realization Fellowship. Além disso, eles podem assistir às aulas sobre as técnicas de meditação ministradas periodicamente no mundo inteiro por monges da SRF. (Essas aulas estão abertas apenas para estudantes da SRF.)
Os estudantes também recebem, durante o ano, cartas especiais de inspiração e incentivo da presidente da SRF, Sri Mrinalini Mata, e também boletins e outras publicações da Self-Realization Fellowship.
A SRF na atualidade

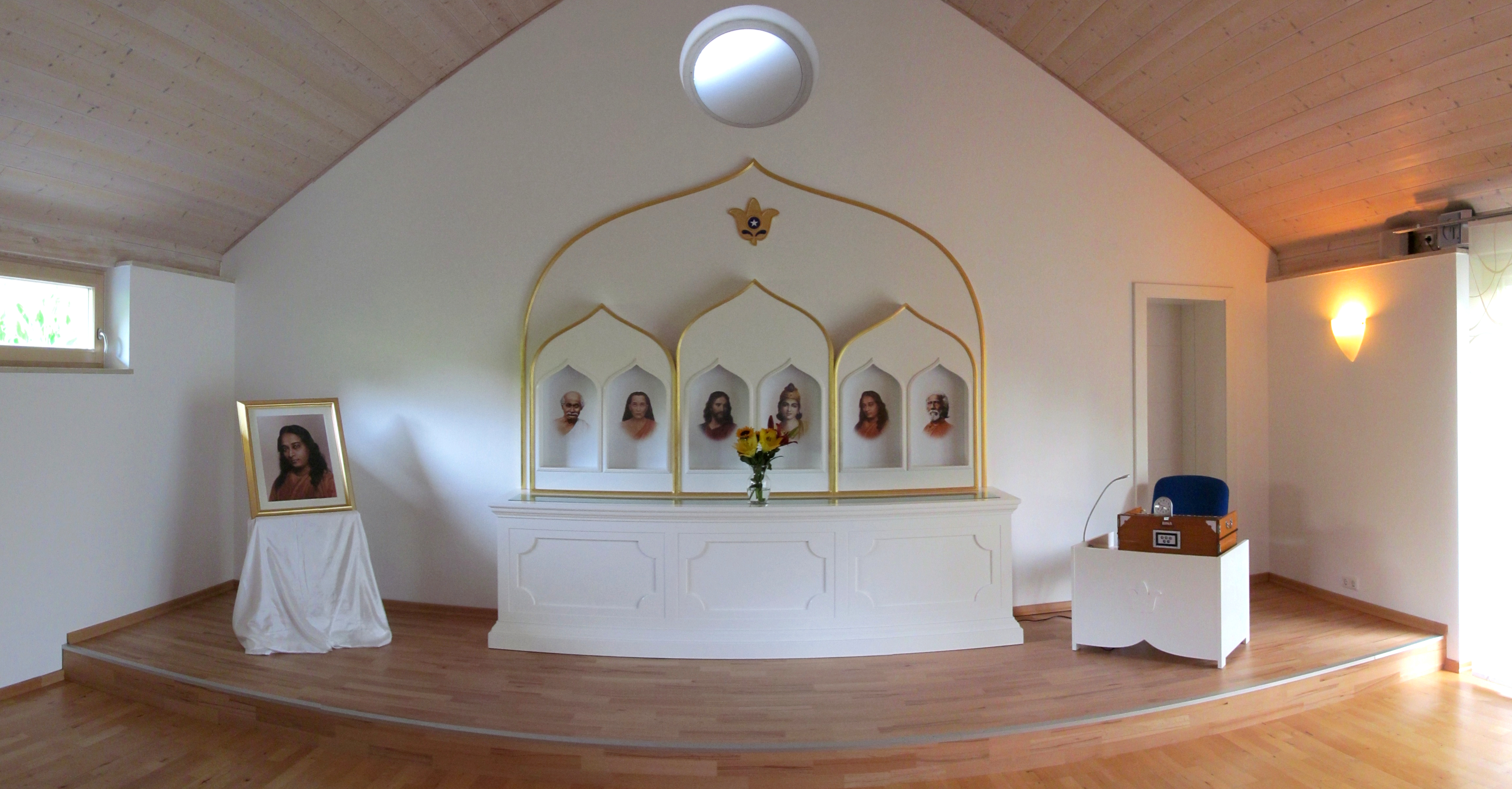
Altar da meditação círculo Langerringen perto de Augsburg, na Baviera, Alemanha.

O atual presidente e líder da SRF/YSS é Irmão Chidananda, monge da Self-Realization Fellowship há 40 anos. Sri Daya Mata, ex-presidente da SRF, antes de seu falecimento em 2010 transmitiu a Mrinalini Mata a convicção de que Irmão Chidananda deveria ser o sucessor desta última como presidente e líder espiritual da SRF/YSS. Mrinalini Mata confirmou isso alguns meses antes de seu falecimento no dia 3 de agosto de 2017, afirmando ao Conselho Diretor que concordava com a recomendação de Daya Mata. Irmão Chidananda foi eleito para o cargo pelo Conselho de Diretores em 30 de agosto de 2017.
“Sempre haverá homens e mulheres de realização à frente desta organização. Eles já são conhecidos por Deus e pelos Gurus. Servirão como meus sucessores e representantes espirituais em todas as questões espirituais e administrativas”, disse Yoganandaji.

Sri Mrinalini Mata fora presidente da Self-Realization Fellowship/Yogoda Satsanga da Índia, sucedendo a Sri Daya Mata, que presidiu a organização de 1955 a 2010, data de sua passagem. Sri Daya Mata, por sua vez, fora treinada pessoalmante por Paramahansa Yogananda por mais de 20 anos, e sucedera a Rajarsi quando ele morreu, em 1955, tornando-se uma das primeiras mulheres na história moderna a ser apontada como líder de um movimento religioso mundial. Sri Daya Mata também foi uma das primeiras discípulas de Paramahansa Yogananda. Entrou para o mosteiro da SRF em 1931 e dedicou 79 anos à organização do serviço criado por seu guru. "Quando você veio", disse Yoganandaji, "eu soube que muitos outros devotos verdadeiros viriam a ser atraídos para este caminho".
Do Conselho de Diretores da Self-Realization Fellowship, ainda participam outros discípulos diretos de Yogananda, que administram questões editoriais, os mais de 600 templos, retiros e alguns milhares de grupos em todo mundo; além de capacitarem novos monásticos, darem atendimento telefônico e pessoal aos estudantes, conduzirem convocações anuais em muitos países com cerimônias de iniciação em Kriya e desenvolverem ações humanitárias.